# Волобуев, Евгений Всеволодович
Евгений Всеволодович Волобуев (17 [30] июля 1912, Варваровка, Волчанский уезд Харьковской губернии — 2 февраля 2002, Киев-->) — советский и украинский живописец, Заслуженный деятель искусств Украинской ССР (1963), Народный художник Украины (1995).

## Биография
Евгений Волобуев родился 17 (30) июля 1912 года в селе Варваровка Волчанского уезда Харьковской губернии в семье сельских учителей.
Детские и юношеские годы провел в городе Льгове, где начал своё художественное образование под руководством художника Н. Н. Аршинова. Считал встречу с Аршиновым, окончившим Московское училище живописи и бывшим близко знакомым с К. А. Коровиным, В. Маяковским, А. Герасимовым, самой большой удачей в своей жизни.
С 1928 по 1931 год учился в Харьковском художественном техникуме, преподаватели А. А. Кокель, И. З. Владимиров.

В 1931—1934 — студент Харьковского художественного института, где учился у М. А. Шаронова, С. М. Прохорова.

В 1940 — выпускник Киевского художественного института (мастерская Ф. Г. Кричевского и Д. Н. Шавыкина).

В 1939—1940 — преподавал в харьковском художественном училище, потом в Харьковском художественном институте ассистентом профессора М. Козика.
В 1940 году Волобуев был ризван в армию, по дороге на призывной пункт расписался с провожавшей его Еленой Яблонской. Участвовал в первых боях на Западном Фронте в составе 660 стрелкового полка. В июне 1942 года попал в плен и до конца войны находился в нацистских лагерях военнопленных, работал батраком у латвийского помещика. В 1945 году, после освобождения из лагеря Красной Армией, продолжал службу в трофейном батальоне.
В конце 1945 года демобилизован в звании рядового. После войны поселился с семьёй в Киеве. Первое время преподавал в художественной школе, затем целиком отдался творчеству. Состоял в республиканском отделении союза художников, был председателем живописной секции.
Жена Елена Ниловна Яблонская — художница, оформитель детских книг и преподаватель в художественных училищах Киева — сестра художницы Татьяны Яблонской. Дети — Евгений (1946—2005) и Наталья (р. 1953) Волобуевы — также стали художниками.
Похоронен на Байковом кладбище в Киеве.

## Творчество
Придерживался реалистического метода, понимаемого им широко и по-своему, за что подвергался неоднократным нападкам записных адептов соцреализма. Характерны высказывания самого художника.

Я делаю не то, что зритель видит на холсте, а то, что он уносит с собой.
 — Е. В. Волобуев 

 Живопись последних лет (за небольшим исключением) — живопись кадра, она может быть талантлива и интересна, но она не создаёт естественного образа, не создаёт своей внутренней жизни. Она пересказывает жизнь существующую, это куски, фрагменты жизни. Это отражение, а не создание. Поэтому она натуралистична по сути. — Е.В. Волобуев  
Работал в жанре станковой живописи. В его творчестве наиболее широко представлены пейзаж и натюрморт. Среди основных работ мастера — «В полдень», 1947, «Весной», 1949, «Утро», 1954, «После войны. Свет в окнах», 1955, «Телята», 1955, «На ферме», 1957, «На Днепре», 1960, «Разговор», «Из прошлого», «Из окна мастерской», 1964, «В партизанском крае», 1965.
|  |  |

Евгений Волобуев раскрывает перед нами одну, преимущественно лирическую сторону жизни людей и природы, но раскрывает с глубиной настоящей одаренности и личного мастерства. Это художник со своим лицом, незаурядная творческая индивидуальность. Его бодрое и свежее искусство радует и обогащает нас…— Леонид Первомайский

Волобуев — Шарден нашего времени. Поражает очарование вещей, которых мы не замечаем в жизни. — Николай Глущенко
Любил писать старость и нежную юность, художнику близки чувства сопереживания, сострадания беззащитному. На исходе творческого пути больше тяготел к малым формам, этюдам. Волобуев не имел учеников и не создал школы, поскольку сознательно избегал шаблонных приёмов. Для каждой новой работы искал средства, часто мучительно, наиболее отвечающие поставленной задаче.
```

```

 Дело в том, что я всю жизнь писал только то, что меня волновало, а это большая роскошь. Может, в смысле жизненных благ я и проиграл, даже определённо проиграл, но в главном, как мне кажется, выиграл. .. Да иначе работать я и не мог.— Е. В. Волобуев  
С 1938 г. работы Волобуева экспонировались на республиканских, всесоюзных, международных выставках. Произведения художника хранятся в Государственном музее изобразительных искусств Украины, Русском музее, в музеях Днепра, Одессы, Луганска, Запорожья, Чернигова, Черкасс, Краматорска и других городов Украины, в музеях дальнего и ближнего зарубежья, частных коллекциях, в Курской областной картинной галерее, Льговском краеведческом музее, Льговском литературно-мемориальном музее Н. Н. Асеева.
Оставил содержательные записки о своём художественном методе и творчестве других художников, собранные и изданные книгой его дочерью Натальей .

## Выставки
- Выставка дипломных работ студентов Киевского художественного института, 1939.
- Групповая выставка (Т. Яблонская, В. Бородай, Е. Волобуев, Н. Глущенко, Г. Якутович) Баку, Одесса, Кишинев, Рига, Ленинград, Минск. 1967—1968.
- Персональная выставка. Киев, 1968.
- Персональная выставка. Льгов, 1972.
- Персональная выставка. Киев, 1974.
- Персональная выставка. Москва, 1976.
- Персональные выставки в Национальном Музее Украинского искусства. Киев, 1993; 1997; 1999; 2003.

## Награды
- орден Отечественной войны II степени (06.04.1985)[7]
- медаль «За трудовую доблесть» (24.11.1960)
- Народный художник Украины (04.01.1995)[1]
- Заслуженный деятель искусств Украинской ССР (1963)